# Patricia Kaas
Patricia Kaas (n. 5 decembrie 1966, Forbach, Lorraine⁠(d), Franța) este o cântăreață, cantautoare și compozitoare franceză. Patricia Kaas a crescut în Stiring Wendel, un oraș între Forbach și Saarbrücken, iar primul său mare succes l-a avut în cadrul unui concurs de căutare a tinerelor talente. Fiind remarcată de compozitorul-arhitect Bernard Schwartz, interpreta a debutat în 1985, fără să se bucure de succes.
Ulterior, Patricia Kaas devine cunoscută și apreciată grație materialelor sale discografice, care au fost comercializate în peste șaisprezece milioane de exemplare la nivel internațional. Discografia sa cuprinde opt albume de studio, cele mai proeminente discuri fiind Mademoiselle chante... (1998), Scène de vie (1990) și Je te dis vous (1993).
Interpreta este recunoscută pentru vocea sa gravă, caracteristică altistelor. Având un timbru ușor gutural, Kaas a fost adesea comparată cu Marlene Dietrich sau cu Édith Piaf. Cântăreață câștigătoare a multiple distincții și merite (vezi aici), Kaas debutează ca actriță în pelicula And now... Ladies And Gentlemen (2002).

## Biografie

### Anii copilăriei. Primele activități muzicale (1966 — 1984)
Patricia Kaas s-a născut pe 5 decembrie 1966 în Forbach, Franța și este mezina familiei sale, având cinci frați și o soră. Tatăl său, de origine franceză, Joseph, era miner, iar mama sa, Irmgard avea cetățenie germană. Patricia a crescut în Stiring Wendel, un oraș între Forbach și Saarbrücken, iar până la vârsta de șase ani a vorbit într-un dialect german. Mama sa a încurajat-o să cânte încă de mică. La opt ani, Kaas interpreta șlagărele Sylviei Vartan, Dalidei, Claudei Francoi, Mireillei Mathieu, dar și „New York, New York” la diverse evenimente, inclusiv nunta unuia din frații săi. Primul ei mare succes l-a avut în cadrul unui concurs de căutare a tinerelor talente.
Într-un interviu acordat televiziunii Antena 1, odată cu venirea sa în România din 2009, interpreta a declarat:„Când eram mică, visam să cânt pentru că era pentru mine un mod de a mă exprima...Mama mea avea o voce foarte subțire, înaltă, eu sunt foarte încântată că am vocea gravă. Mamei îi plăcea teatrul, iar tatălui meu îi plăcea să danseze.”
La 13 ani, cu ajutorul fratelui său, Egon, a semnat un contract cu un cabaret local, Saarbrücken Club Rumpelkammer, și a luat numele de scenă Pady Pax, după formația Pax Majorettes, din Stiring-Wendel. În adolescență Kaas a cântat împreună cu sora sa Carine, iar la șaisprezece ani a devenit membra unei agenții de modele din Metz. Încercarea ei de a pătrunde în lumea muzicală a eșuat, când un producător a refuzat-o pe motiv că nu mai era nevoie de o a doua Mireille Matthieu. Cel care a condus-o pe Patricia spre primele succese muzicale a fost compozitorul-arhitect Bernard Schwartz.

### Debutul și «Mademoiselle chante le blues» (1985 — 1989)
În 1985, Patricia Kaas îl întâlnește pe actorul francez Gérard Depardieu, care acceptă să îi producă o înregistrare demonstrativă. Cu toate acestea, el nu se implică direct în procesul de creație, soția sa, Élisabeth preluând controlul artistic asupra materialului. Cântecul rezultat conlucrării celor doi, intitulat „Jalouse”, este lansat pe disc single la scurt timp. Fiind publicată sub coordonarea casei de discuri EMI, compoziția a fost un eșec comercial, nepromovând în niciun clasament de specialitate. Deși a debutat modest, Kass caracterizează întâlnirea sa cu Depardieu drept „unul dintre cele mai importante momente ale carierei sale timpurii.”
Doi ani mai târziu, în 1987, fiind dezamăgită de evoluția piesei „Jalouse”, Patricia Kaas l-a întâlnit, în încercarea sa de a se afirma, pe compozitorul francez Didier Barbelivien. În același an apare primul șlagăr al interpretei, „Mademoiselle chante le blues”, care s-a bucurat de succes notabil în clasamentele radio din Franța. La scurt timp, sunt lansate piesele „D'Allemagne” și „Mon mec à moi” (cea din urmă primește un certificat de argint în Franța, fiind comercializată în peste 200,000 de exemplare). La finele anului 1998 apare pe piață albumul de debut, Mademoiselle chante..., care primește recenzii favorabile. Fiind produs aproape în totalitate de Didier Barbelivien, discul cuprinde elemente de muzică pop, jazz și blues.
De pe albumul său de debut mai sunt lansate două piese, „Elle voulait jouer cabaret” și „Quand Jimmy dit”. Ambele compoziții obțin clasări bune, iar Mademoiselle chante... ajunge pe locul secund în topul albumelor din Franța. La scurt timp, albumul primește discul de platină în Belgia, Elveția și Franța, iar în Canada obține un certificat de aur. Până în prezent, Mademoiselle chante... a fost comercializat în peste trei milioane de exemplare pe plan internațional. Totodată acesta este primul și singurul album promovat prin intermediul casei de discuri PolyGram, materialele discografice ulterioare ale interpretei fiind lansate de Sony Musique, Columbia și CBS Records.
În 1989, Patricia Kaas primește două premii Victoires de la musique, la categoriile „Debutul anului” și „Cântăreața cu cele mai mari vânzări în străinătate”. În același an, pe 16 mai, mama interpretei, Irmgard, avea să moară bolnavă de cancer. Decesul acesteia i-a provocat o depresie Patriciei, care avea să îi dedice acesteia întreaga sa carieră. Ulterior, Kaas nu a susținut niciun concert pe 16 mai, singura excepție fiind interpretarea sa din finala concursului muzical Eurovision 2009. În 1989, Patricia susținea concerte în URSS, unde avea deja un număr apreciabil de fani. De asemenea, ea a avut un recital și în Japonia, țară în care cântăreții francezi nu se bucurau de succes la sfârșitul anilor 1980.

### Evoluția muzicală (1990 — 1994)
La data de 12 ianuarie 1990 are loc inaugurarea primului turneu mondial al Patriciei Kaas, compus dintr-o serie de aproximativ două sute de concerte. Recitalurile au durat șaisprezece luni în total, fiind comercializate peste 600.000 de bilete. Pe parcursul turneului, Kaas a cântat pe scena unuia dintre cele mai cunoscute teatre muzicale din Paris, Olimpia, dar și în câteva orașe din S.U.A. precum New York sau Washington, D.C.. Concomitent, popularitatea primului său album, Mademoiselle chante..., creștea simțitor în Germania. La scurt timp, Patricia Kaas a primit premiul Golden Europa, fiind numită „Cântăreața anului”. Nemulțumită de campania de promovare a casei de discuri PolyGram, ea încheie colaborarea cu aceasta, preferând un parteneriat cu Sony Musique/CBS Records. De asemenea, Kaas refuză să mai lucreze cu producătorul Bernard Schwartz, care este înlocuit la scurt timp de Cyril Prieur și Richard Walter, pe care îi numește în prezent „familia sa”.
Cel de-al doilea album, Scène de vie, este lansat în aprilie 1990 și devine primul său disc care ajunge pe prima poziție în clasamentele de specialitate din Franța. Albumul a rămas timp de zece săptămâni consecutive pe primul loc, primind ulterior un certificat de diamant pentru vânzări de peste un milion de exemplare. Deși are o abordare stilistică diferită, comparativ cu primul său disc, axându-se mai mult pe ritmuri de muzică jazz și blues, Scène de vie primește recenzii favorabile.

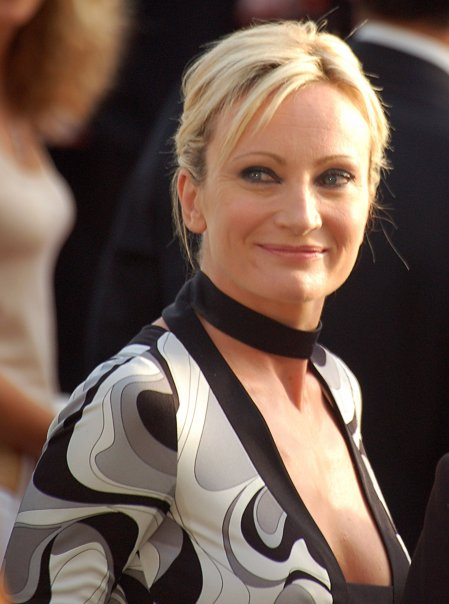
Patricia Kaas la Cannes.

În primăvara anului 1990, piesa „Les hommes qui passent” este lansată pe disc single în Europa Centrală, fiind însoțită de un videoclip alb-negru. Deși se bucură de succes în Franța, cântecul nu primește niciun certificat, dar rămâne cel mai cunoscut single al materialului Scène de vie. Un an mai târziu, Patricia Kaas câștigă din nou două premii Victoires de la musique, la categoriile „Interpreta anului” și „Cântăreața cu cele mai mari vânzări în străinătate”.
În decembrie 1990, Patricia Kaas primește un premiu Bambi la categoria „Interpreta anului”. De asemenea, pe parcursul „erei Scène de vie”, cântăreața a fost nominalizată la premiile ECHO, alături de Cher, Madonna, Tina Turner și Whitney Houston, la categoria „Cea mai bună interpretă pe plan internațional”.
În timp ce albumul Scène de vie obține discul de platină în Canada, Kaas lansează o nouă piesă, „Les Mannequins d'osier”, care devine la scurt timp un hit în regiunile francofone. Al treilea disc single de pe album, „Kennedy Rose”, este un șansonet produs de Élisabeth Depardieu și François Bernheim, ce a fost dedicat lui Rose Kennedy. Pe parcursul anului 1991, Patricia mai lansează un cântec, „Regarde les riches”, care promovează notabil în clasamentele de specialitate.
În ianuarie 1991 începe prima parte a turneului Scène de vie, format dintr-o serie de treizeci de recitaluri susținute în Rusia, Germania, Canada și Japonia. Răsplata prestației muzicale de calitate a Patriciei Kaas a fost reprezentată de premiul World Music, obținut la categoria „Cea mai bună cântăreață din Franța”. În iulie 1991, albumul Scène de vie este lansat în S.U.A., iar Patricia participă la câteva emisiuni televizate de renume precum Good Morning America sau Entertainment Tonight. Concomitent, interpreta acordă interviuri publicațiilor de înalt tiraj Times și Vanity Fair, iar albumul său primește discuri de platină în Franța, Belgia și Elveția.
Cea de-a doua secțiune a turneului Scène de vie debutează în septembrie 1991, iar succesul acesteia este confirmat de numărul mare de bilete vândute, peste 750,000. Tot în 1991, este lansat primul album în concert al interpretei, Carnets de scène, înregistrat pe parcursul turneului Scène de vie, pe care Patricia îl dedică fanilor săi.
În ianuarie 1992, cântărețul și compozitorul francez Jean-Jacques Goldman produce un duet împreună cu Patricia, „Je te promets”, pe care îl interpretează pe scena concertului anual Les Enfoirés. Ulterior, Kaas a participat la înregistrarea unui album de compilație comercializat în scopuri caritabile, alături de alți douăzeci și șapte de cântăreți francezi. Piesa interpretată de aceasta este o preluare a șlagărului „La vie en rose” de Edith Piaf. Fondurile obținute în urma comercializării acestui disc sunt donate unor fondații care sprijină bolnavii de SIDA.
Pe parcursul anului 1992, Patricia Kaas se retrage din lumina reflectoarelor, preferând să petreacă o perioadă de timp alături de familia sa. Ea revine în studioul de înregistrări în același an, în luna octombrie, dorindu-și să imprime un album mult mai profund. Beneficiind de ajutorul producătorilor săi, Cyril Prieur și Richard Walter, Kaas înregistrează sute de cântece, dintre care doar șaisprezece vor fii incluse pe viitorul său disc.
În 1993 se lansează albumul Je te dis vous, care va deveni cel mai bine vândut album al Patriciei din toate timpurile — 3 milioane de exemplare vândute. Acesta este considerat ca fiind unul dintre cele mai bune albume de șansonete din muzica modernă, recenziile pozitive neîntârziind să apară. Je te dis vous conține prima piesă înregistrată de Patricia Kaas în limba germană, „Ganz und gar”, produsă de Marius Müller-Westernhagen. De asemenea, albumul include trei cântece în engleză, printre acestea numărându-se o preluare a șlagărului „It's a Man's Man's Man's World” de James Brown.
Primul single promovat de pe albumul Je te dis vous, intitulat „Entrer dans la lumière”, a fost lansat în Europa Centrală în primăvara anului 1993. În comparație cu piesele comercializate anterior, acesta promovează modest în clasamentele de specialitate. Din această cauză este lansat cânecul „Il me dit que je suis belle”, single ce câștigă notorietate în Franța, unde primește discul de argint. Ulterior, în vara lui 1993, piesa „Reste sur moi” este remixată și promovată în unele regiuni, neobținând succes notabil.
În 1994 Kaas pleacă într-un nou turneu mondial, iar succesul acesteia este confirmat de numărul mare de bilete vândute, peste 750,000. Cântăreața susține peste 150 de recitaluri în diferite regiuni ale Asiei, precum Vietnam, Coreea sau Cambodgia. Tot în 1994, este lansat cel de-al doilea album în concert al interpretei, Tour de charme, înregistrat pe parcursul turneului Je te dis vous.

### Materiale discografice noi (1995 — 1999)
La începutul anului 1995, Patricia Kaas încearcă să debuteze cu adevărat în industria muzicală din țările anglofone, odată cu lansarea unui nou album, intitulat Black Coffee. Pe parcursul înregistrărilor pentru acest disc, care au loc la New York, Kaas colaborează cu producătorul Phil Ramone, alături de care imprimă douăsprezece piese clasice din jazz. Black Coffee conține preluări ale unor șlagăre celebre, lansate de Billie Holiday sau Bill Withers. Cu toate că albumul fusese înregistrat pe vinil în 1995, el nu a fost niciodată lansat oficial, fiind imprimate doar trei mii de exemplare.
Interpreta ia o pauză de câteva luni, reîntoarcerea sa în studiourile de înregistrări fiind consemnată în iunie 1996, odată cu producerea noului său album. Cântărețul Philippe Bergman, iubitul Patriciei la acea vreme, participă la procesul de creație al discului, printre ceilalți muzicanți prezenți numărându-se și Phil Ramone (producător american cunoscut pentru colaborările sale cu interpreți de renume, Sinéad O'Connor, Barbra Streisand și Frank Sinatra fiind cele mai importante nume). Apărut într-un stil pop cu influențe jazz și soul, albumul Dans ma chair reprezintă o reinventare a Patriciei Kaas, având un stil muzical nou, neutilizat în trecut de interpretă. Albumul conține o mixtură de muzică jazz-blues, care o plasează pe Kaas într-o categorie mult mai comercială; pentru acest disc interpreta imprimă un duet cu James Taylor, intitulat „Don't Let Me Be Lonely Tonight”.
Tatăl Patriciei Kaas trece în neființă la data de 16 mai 1996, interpreta găsindu-și alinarea în persoana lui Philippe Bergman, pe care presa avea să îl numească „bărbatul vieții sale”. Discul Dans ma chair este lansat în primăvara anului 1997 și primește la scurt timp discul de platină în Franța, câștigurile din urma comercializării acestuia fiind considerabile. Patricia Kaas lansează două piese de pe acest material discografic, „Quand j'ai peur de tout” și „Je voudrais la connaître”, ambele primind câte un videoclip. Cântecele s-au bucurat de succes în Europa Centrală, iar albumul Dans ma chair ajunge pe locul 2 în clasamentele din Franța. Piesa „Quand j'ai peur de tout” a fost preluată de formația britanică Sugababes în anul 2003, fiind lansată pe disc single sub numele „Too Lost in You”.
În 1998 Patricia Kaas pleacă în turneul Rendez-vous, pe parcursul căruia înregistrează un nou album în concert, Rendez-vous, lansat în două formate: CD și DVD. În luna octombrie, Kaas este invitată în emisiunea televizată Sacrées femmes, unde are ocazia de a cânta piesa „La vie en rose” în fața Madonnei, idolul său. O lună mai târziu turneul Rendez-vous se încheie, iar cățelul cântăreței, care a însoțit-o pe parcursul turneelor sale, Lolita, moare.
Cu ocazia sărbătorilor de iarnă din același an, tenorii Plácido Domingo și Alejandro Fernández o invită pe Patricia Kaas să participe la concertul „Christmas in Vienna”. Cântăreața acceptă și interpretează câteva colinde tradiționale alături de cei doi, fiind acompaniați de Orchestra Filarmonică din Viena. Ulterior, concertul a fost transmis la televiziunile din Europa și a fost lansat în 1999 pe format CD și DVD, purtând numele Christmas in Vienna VI.
În mai 1999, după trei ani în care nu a lansat niciun album de studio nou, Patricia Kaas se întoarce cu un stil nou, cu influențe din muzica pop, versurile pieselor sale fiind mai romantice, mai melancolice. Discul, intitulat Le mot de passe, a fost produs de un grup restrâns de muzicieni, format din Pascal Obispo, Didier Golemanas, Lionel Florence și Zazie. Albumul a fost comercializat în peste 300,000 de exemplare în Franța, obținând discul de platină. În același an sunt lansate pe disc single piesele „Ma Liberté contre la tienne” și „Une Femme comme une autre”, care câștigă poziții slabe în clasamentele de specialitate, devenind primele cântece ale Patriciei de după anul 1991 care nu au intrat în primele treizeci de poziții ale clasamentului francez, rupând un șir de succese care durase șase ani, ultimul eșec de acest fel fiind „Kennedy Rose”.
Tot în 1999, presa pariziană specula că Patricia și-ar dori să aibă primul său copil împreună cu Philippe Bergman. Infirmând aceste zvonuri, interpreta pune capăt relației la scurt timp și se mută în Zürich, Elveția, după ce conviețuise cu Bergman timp de șase ani în Paris. Kaas a preferat să păstreze private motivele despărțirii.
În iunie 1999, Patricia Kaas participă la unul dintre concertele organizate de Michael Jackson, numite „Michael Jackson & Friends”, care a avut loc în Korea. Printre artiștii implicați în acest concert se numără Mariah Carey, Boyzone și Andrea Bocelli, profiturile îndreptându-se către asociația „Nelson Mandela Children's Fund”, Crucea Roșie și UNESCO. Ulterior, Kaas călătorește în zona conflictuală Kosovo, unde susține un recital pentru forțele armate franceze aflate în regiune, asemeni uneia dintre cântărețele sale favorite, Marlene Dietrich. Tot în 1999, în septembrie, conform sondajului național francez Marianne, Kaas ocupă poziția a treia în clasamentul celor mai reprezentative personalități din „Hexagon”, primele două locuri fiind obținute de manechinele Laetitia Casta și Estelle Hallyday.
La finele aceluiași an interpreta pleacă într-un turneu mondial, intitulat Ce sera nous, pentru a promova albumul Le mot de passe. Pe parcursul acestuia, Kaas susține recitaluri alături de Orchestra Hannover Pops, dirijor fiind Georges Phelivanian. Un an mai târziu, în 2000, apare un nou album în concert, Live, disponibil în format CD și DVD.

### «Piano Bar» și «Sexe fort» (2000 — 2007)
La începutul noului mileniu, Kaas înregistrează piesa „Casser la voix” în numele organizației Restaurants du Cœur, iar câteva luni mai târziu cântă pentru copii bolnavi din spitalul Spitalul Necker din Paris. Concomitent, interpreta primește un premiu Adenauer-de-Gaulle la Berlin, distincție acordată persoanelor fizice care ajută la întărirea prieteniei franco-germane. Tot în 2000, pe 14 iulie, când Franța sărbătorea Ziua Independenței, Patricia Kaas susține un recital gratuit în Grădinile Luxemburg din Paris. Fiind acompaniată instrumental de Orchestra Filarmonică din Lille, interpreta este aclamată de grupul de primari prezenți.
În vara anului 2000 Kaas decide să ia o pauză, dorindu-și să iasă din lumina reflectoarelor pentru o perioadă. Planurile sale sunt anulate în momentul în care regizorul Claude Lelouch, cunoscut pentru producerea filmului Un bărbat și o femeie (lansat în 1966), îi propune acesteia un rol principal în viitoarea sa peliculă de lung metraj. Patricia acceptă să participe la preselecțiile filmului, câștigând ulterior rolul lui Jane, o cântăreață de muzică jazz. Pelicula, intitulată And Now... Ladies and Gentlemen, a avut premiera la Festivalul Internațional de Film de la Cannes în 2002.
În ianuarie 2001, Patricia Kaas susține din nou organizația Restaurants du Cœur; purtând o perucă neagră, aceasta cântă în duet cu Elsa piesa „Les brunes ne comptent pas pour des prunes”. De asemenea, Kaas înregistrează piesa „Close your eyes”, care este inclusă pe coloana sonoră a filmului de animație Gloups, je suis un poisson, lansat în aprilie 2001.
La sfârșitul anului 2001, Patricia Kaas și-a lansat primul disc de colecție, Rien ne s'arrête (ro. — „Nimic nu se oprește”). Albumul conține optsprezece piese, dintre care 17 deja binecunoscute („Mon mec à moi”, „Mademoiselle chante le blues”, „Les hommes qui passent”, „Il me dit que je suis belle” ș.a.), și una nouă – „Rien ne s'arrête”. Pelicula, intitulată And Now... Ladies and Gentlemen, a avut premiera la Festivalul Internațional de Film de la Cannes în 2002. Discul s-a bucurat de succes în Europa Centrală, fiind comercializat în peste 500,000 de copii.

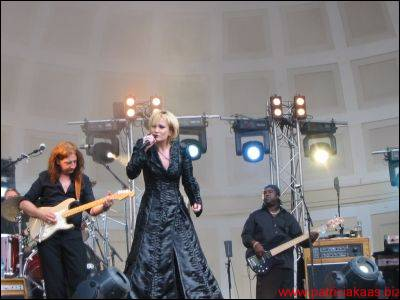
Patricia Kaas în turneul Sexe fort (Wiesbaden, 16 iulie 2005).

Deși filmările pentru pelicula And Now... Ladies and Gentlemen sunt în plină desfășurare, interpreta decide să înregistreze un nou album. Dorindu-și un disc complet în limba engleză, Kaas preia și reînregistrează șansonete franceze tradiționale, produsul finit fiind totuși unul modern. Intitulat Piano bar, discul a fost lansat în noiembrie 2002, primind recenzii mixte din partea criticilor. Albumul a obținut discul de platină în Franța și Elveția, fiind comercializat în peste 100,000 de exemplare. La scurt timp, Patricia Kaas a primit premiul Golden Europa, fiind numită „Cântăreața anului”.
În septembrie 2002 Kaas pleacă în turneul mondial Piano Bar Live, promovând ultimele două discuri, Rien ne s'arrête și Piano bar. Interpreta a susținut câteva recitaluri și în S.U.A., șase dintre acestea desfășurându-se cu sălile pline. Deși inițial Kaas și-a dorit ca interpretările sale din Los Angeles, San Francisco sau Broadway să fie publicate pe un album în concert, acest lucru nu s-a întâmplat.
La finele anului 2003, Patricia Kaas revine cu un noul album de studio, Sexe fort. Fiind înregistrat alături de colaboratorii săi, Jean-Jacques Goldman, Patrick Fiori și Louis Bertignac, discul a primit recenzii pozitive, dar nu s-a bucurat de succesul comercial scontat. Cu toate acestea Sexe fort a obținut clasări notabile în clasamentele de specialitate din regiunile francofone și a primit dublu disc de aur în Franța. La începutul anului 2004 Kaas lansează pe disc single piesa „Où sont les hommes”, care însă nu se bucură de succes. Concomitent, Kaas primește Ordinul Național „Pentru Merit” în Germania, distincție primită de foarte puțini interpreți francezi.
În 2004, interpreta pornește cel de-al șaptelea turneu internațional, Sexe fort, pe parcursul căruia a avut peste 175 de concerte, fiind comercializate 500,000 de bilete. În același timp, Patricia înregistrează un nou album în concert, Toute la musique..., care este lansat și pe DVD în anul 2005. Discul conține și două piese noi: „Toute la musique que j'aime” și „Herz eines Kämpfers”, ambele fiind lansate pe disc single în anul 2005.
La finele anului 2005 Patricia Kaas decide să ia o pauză, care va dura până la începutul anului 2008. În acest interval interpreta mai susține câteva recitaluri exclusiviste și lansează un album de colecție în anul 2007. Discul, intitulat Ma Liberté contre la tienne, este imprimat în ediție limitată și nu se bucură de succesul celorlalte materiale discografice lansate de Kaas.

### Era «Kabaret» și Eurovision 2009 (2008 — 2010)

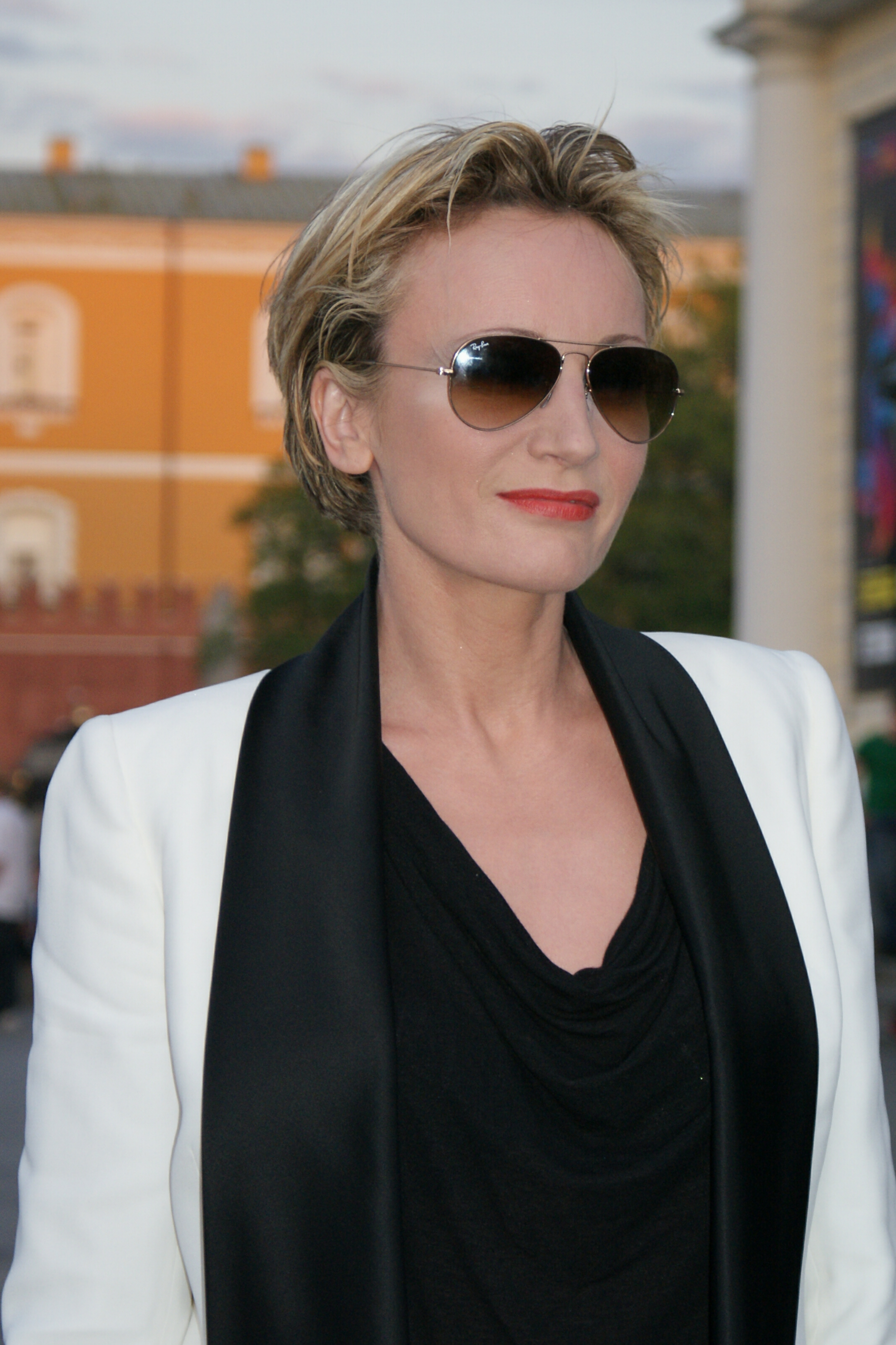
Patricia Kaas în 2009.

Dorindu-și să revină pe piața muzicală, Patricia Kaas înregistrează un duet în limba rusă împreună cu grupul Uma2rman. Intitulat „Не позвонишь”, cântecul a fost lansat pe disc single în februarie 2008. Pe parcursul aceluiași an Kaas colaborează cu producătorul Fred Helbert, alături de care înregistrează piese pentru viitorul său album de studio. Discul, care apare la finele anului 2008 este un tribut adus marilor cântărețe de șansonete din anii 1930, Greta Garbo, Suzy Solidor și Martha Graham. Purtând numele Kabaret (cuvânt provenit din limba germană), discul revitalizează ritmurile jazz consacrate în perioada interbelică. Deși a primit recenzii favorabile din partea criticilor de specialitate, albumul a promovat modest în clasamente.
La data de 30 ianuarie 2009, televiziunile din Hexagon anunțau că Patricia Kaas va reprezenta Franța la Concursul Muzical Eurovision 2009. La scurt timp interpreta confirma într-un matinal participarea sa la ESC, iar prima piesă de pe albumul Kabaret lansată pe disc single, intitulată „Et s'il fallait le faire” urma să participe în finala competiției.
Pentru a promova cântecul, Kaas a concertat extensiv în Europa, având ca destinații țări precum Rusia, Germania, Belgia, Elveția, Finlanda și Turcia. De asemenea, interpreta a cântat piesa „Et s'il fallait le faire” într-un concurs de talente din Franța, numit Star Academy. În martie albumul Kabaret a fost relansat, conținând interpretări live ale unor șlagăre mai vechi ale lui Kaas, dar și piese contemporane.
Fiind sponsor principal al concursului Eurovision, alături de Regatul Unit, Germania și Spania, Franța a fost direct calificată în finala competiției. În ultima etapă a concursului, ce s-a desfășurat pe data de 16 mai 2009 în Moscova, Patricia Kaas s-a clasat pe locul 8 în clasamentul general, cu un total de 107 puncte primite.
Pentru a promova albumul Kabaret, Patricia Kaas a pornit cel de-al optulea turneu internațional din cariera sa. Promovând feminismul și senzualitatea, turneul prezintă punerea în scenă a unui cabaret, recitaluri fiind susținute în multe locații din Europa și Asia. Concomitent Kaas lansează un nou album în concert, intitulat Kabaret, disponibil doar în format DVD. În noiembrie 2009 a început comercializarea celui de-al treilea album de compilație al interpretei, numit 19 par Patricia Kaas, care conține nouăsprezece dintre cele mai cunoscute piese ale sale.
După încheierea turneului Kabaret din februarie 2010, Patricia a terminat de scris prima sa autobiografie care poartă numele L'Ombre de ma voix și a fost publicată în martie 2011.

### L'ombre de ma voixșiKaas chante Piaf(2011–2014)
În martie 2011, autobiografia lui Kaas “L’Ombre de ma Voix” („Umbra Vocii mele”) a fost publicat de Groupe Flammarion. Acest bestseller a fost vândut în Europa și a fost tradus în peste 6 limbi.
În octombrie 2012 Kaas a lansat un album tribut în memoria renumitei cântărețe Édith Piaf numit Kaas chante Piaf; materialul fiind promovat prin intermediul unui turneu mondial format din concerte în patruzeci și cinci de țări. „Kaas chante Piaf” conținea 21 de piese emblematice ae lui Edith Piaf, aranjate de Abel Korzeniowski.
Pe 20 iunie 2016, ea a lansat piesa Le jour et l'heure, primul single extras de pe albumul Patricia Kaas care a fost lansat pe 11 noiembrie, și de pe care mai fac parte piese precum 'Madame Tout le monde și Adèle.

## Stilul muzical
În copilărie Patricia Kaas interpreta muzica multor cântărețe de renume internațional, însă Sylvie Vartan, Dalida, Claude Francoi și Mireille Mathieu au fost principalele sale surse de inspirație. Discul Kabaret, lansat la finele anului 2008 este un tribut adus marilor cântărețe de șansonete din anii 1930, Greta Garbo, Suzy Solidor și Martha Graham, personaje care au influențat-o pe Kaas în cariera sa recentă.
Interpreta este recunoscută pentru vocea sa gravă, caracteristică altistelor. Având un timbru ușor gutural, Kaas a fost adesea comparată cu Marlene Dietrich sau cu Edith Piaf. Recent, tânăra interpretă franceză Karine a fost comparată cu Patricia Kaas, o publicație din Hexagon scriind: „Asemănarea sa, atât fizică cât și vocală, cu magnifica cântăreață cu voce suavă este tulburătoare.„
Site-ul allmusic comenta lansarea discului Piano Bar astfel: „[Noul disc al interpretei] este o colecție romantică de cântece seducătoare, care îmbină armonios șansonete tradiționale și ritmuri contemporane. De asemenea, vocea Patriciei nu este niciodată ostentativă, dar devine ademenitoare.” Ulterior, cântăreața a fost complimentată pentru modul în care își conturează glasul pentru a fi în concordanță cu liniile melodice ale pieselor sale. Aceași sursă, allmusic, compara vocea lui Kaas cu „o forță a naturii”. Site-ul face o legătură între Kaas și o mare personalitate a muzicii pop-rock, Pat Benatar.
Din punct de vedere al stilurilor muzicale adoptate, discurile Patriciei Kaas variază de la șansonete clasice până la pop-rock contemporan. Vocea „fumurie” îi permite interpretei să cânte în registre grave,
Kaas fiind cunoscută și pentru faptul că folosește coruri și orchestre, dar și alte tehnici muzicale precum recitări.

## Turnee
- Mademoiselle chante... (1990 — 1991) a fost primul turneu al interpretei.[52] Recitalurile au durat șaisprezece luni în total, fiind comercializate peste 600.000 de bilete.[52] Pe parcursul turneului, Kaas a cântat pe scena unuia dintre cele mai cunoscute teatre muzicale din Paris, Olimpia, dar și în câteva orașe din S.U.A. precum New York sau Washington, D.C..[16]
- Scène de vie (1991 — 1992) a fost al doilea turneu mondial al Patriciei Kaas. Succesul acestuia este confirmat de numărul mare de bilete vândute, peste 750,000.[7] Pe parcursul turneului, Kaas înregistrează primul său album în concert, Carnets de scène, pe care îl dedică fanilor săi.[8][49]

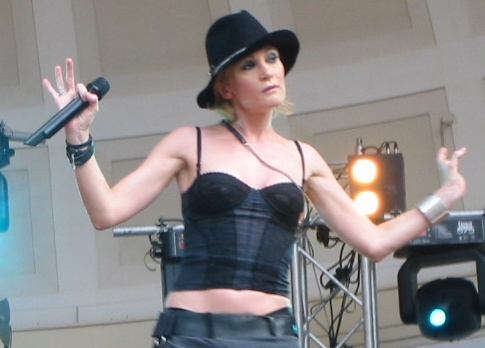
Patricia Kaas în concert (Wiesbaden, 16 iulie 2005)

- Je te dis vous (1993 — 1994) a fost al treilea turneu al interpretei. Pe parcursul acestuia Kaas susține peste 150 de recitaluri în diferite regiuni ale Asiei, precum Vietnam, Coreea sau Cambodgia.[53] Concomitent este lansat cel de-al doilea album în concert al interpretei, Tour de charme, înregistrat pe parcursul acestui turneu.[8][35]
- Dans ma chair, cunoscut și sub denumirea Rendez-vous Tour (1997 — 1998) a însemnat reîntoarcerea cântăreței la turnee, după ce luase o pauză de trei ani. Pe parcursul turneului, Kaas a cântat din nou pe scena teatrului Olimpia, interpretare care a fost înregistrată și lansată în format DVD.[75][83]
- Le Mot de passe sau Ce sera nous (1999 — 2000) a fost cel de-al cincilea turneu mondial al interpretei.[75] Pe parcursul acestuia, Kaas susține recitaluri alături de Orchestra Hannover Pops, dirijor fiind Georges Phelivanian.[75] În 2000 apare un nou album în concert, intitulat Live, disponibil în format CD și DVD, discurile fiind imprimate pe parcursul turneului adiacent.[86]
- Piano Bar Live (2002 — 2003) a fost cel de-al șaselea turneu al Patriciei Kaas.[98] Promovând albumele Rien ne s'arrête și Piano bar interpreta a susținut câteva recitaluri și în S.U.A.,[47] șase dintre acestea desfășurându-se cu sălile pline.[98] Deși inițial Kaas și-a dorit ca interpretările sale din Los Angeles, San Francisco sau Broadway sau fie publicare pe un album în concert, acest lucru nu s-a întâmplat.[98]
- Sexe fort (2005 — 2006) a fost cel de-al șaptelea turneu internațional al interpretei. Pe parcursul acestuia Kaas susține peste 175 de concerte, fiind comercializate 500,000 de bilete.[98] În același timp, Patricia înregistrează un nou album în concert, Toute la musique..., care este lansat pe DVD în anul 2005.[111]
- Kabaret (2008 — 2009) este al optulea turneu al cântăreței.[69] Promovând feminismul și senzualitatea, turneul reprezintă punerea în scenă a unui cabaret, recitaluri fiind susținute în multe locații din Europa și Asia.[69] Concomitent Kaas lansează un nou album în concert, intitulat Kabaret (2009), disponibil doar în format DVD.[130]

### Patricia Kaas în România

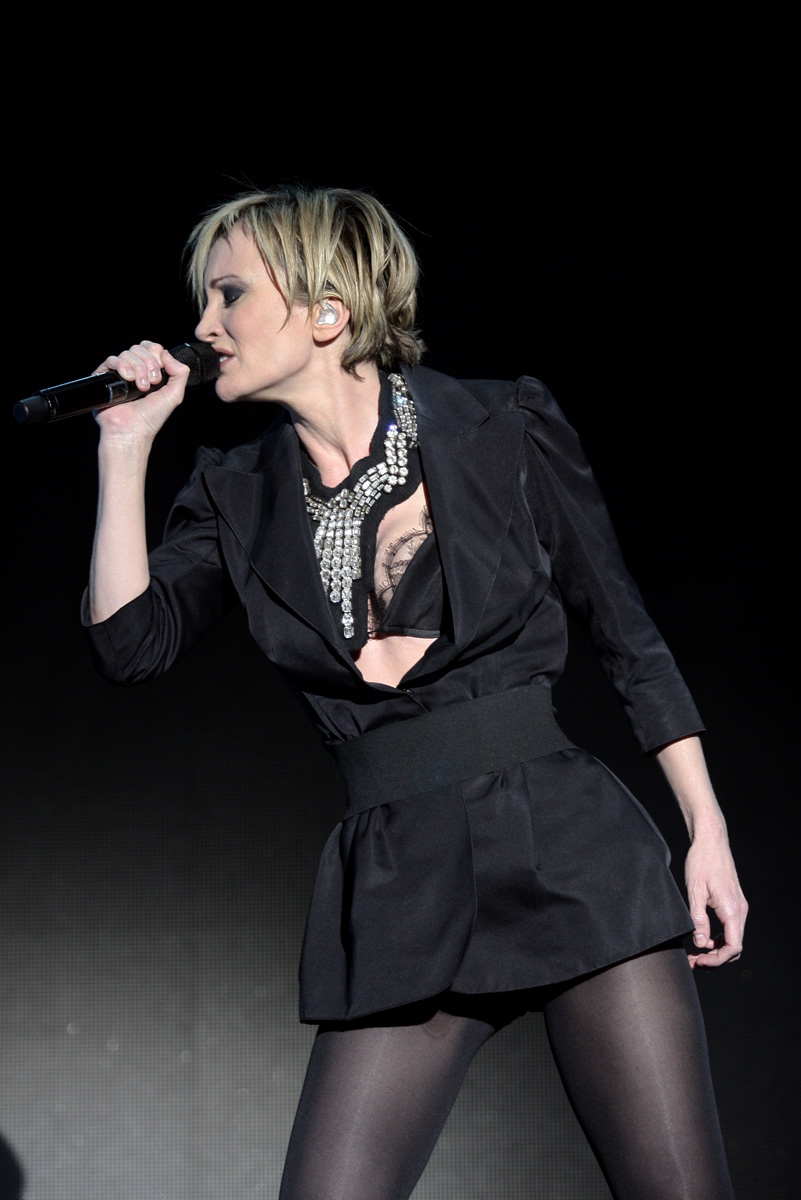
Patricia Kaas în turneul Kabaret.

Patricia Kaas a vizitat pentru prima oară România în iunie 1992, când a susținut un recital în cadrul festivalului internațional Cerbul de Aur. Având o ținută lejeră, Kaas a interpretat șlagărele care au consacrat-o, una dintre cele mai aclamate piese fiind „Mon mec à moi”. Printre personalitățile prezente s-au numărat Johnny Logan, Angela Similea și Gabriel Cotabiță.
În anul 1998 Kaas revine în România, aducând la București turneul Dans ma chair. Recitalul interpretei nu a fost intens mediatizat de presa română. Ulterior, pe 21 iunie 2004, Patricia Kaas susține un concert în Piața Revoluției din București. Fiind sponsorizat de Orange și Institutul Francez, evenimentul comemorează „Sărbătoarea muzicii”, printre ceilalți participanți numărându-se Ștefan Bănică Jr. și formația Spitalul de Urgență. Referitor la onorariul lui Kaas, presa a speculat că interpreta ar fi cerut o sumă mai mult simbolică, comparativ cu banii încasați în urma unui concert obișnuit.
Interpreta a revenit în România în vara anului 2009, când a susținut un concert la București. Recitalul, parte componentă a turneului Kabaret, a avut loc la data de 14 iunie la Sala Palatului. Kaas a interpretat șlagărele care au consacrat-o în fața unui public de peste 4.000 de persoane. În ziua care a succedat concertul, Mediafax scria: „Rafinat, feminin și senzual, spectacolul pe care Kaas l-a prezentat la București, alături de o trupă de instrumentiști și de o dansatoare, a încântat publicul din Capitală, care a fredonat alături de ea refrenele cunoscute, aplaudând cu putere evoluția cântăreței.”
Patricia Kaas va reveni în România pe 23 iunie 2013 pentru a susține un concert ce face parte din turneul Kaas chante Piaf.

### Patricia Kaas în Republica Moldova
La data de 15 august 2001, Patricia Kaas a susținut un concert privat la Chișinău, în fața unui public format din mai puțin de o sută de persoane. Organizatorii evenimentului, corporația Brodsky Uscov Loopers Reed & Parteners și clubul „Blak elefant”, au impus un set de reguli rigide: nici o campanie de publicitate, nici o conferință de presă și un auditoriu foarte mic.
În anul 2009 Kaas revine în Republica Moldova, aducând la Chișinău turneul Kabaret. Concertul, care a avut loc pe 22 mai la Palatul Național este similar celui susținut anterior la București. Toate biletele puse în vânzare au fost comercializate, iar presa din Chișinău denumea recitalul „evenimentul anului”.

## Discografie
| Albume de studio - Mademoiselle chante... (1988) - Scène de vie (1990) - Je te dis vous (1993) - Dans ma chair (1997) - Le Mot de passe (1999) - Piano bar (2002) - Sexe fort (2003) - Kabaret (2008) - Kaas chante Piaf (2012) | Albume live - Carnets de scène (1990) - Tour de charme (1994) - Rendez-vous (1998) - Live (2000) - Les Indispensables de Patricia Kaas (2001) - Toute la musique... (2005) | Alte albume - Black Coffee (1997) - Christmas in Vienna VI (1999) - Rien ne s'arrête (2001) - Ma Liberté contre la tienne (2007) - 19 par Patricia Kaas (2009) |

## Filmografie
| An   | Film |
| ---- | --- |
| 2002 | And Now... Ladies And Gentlemen Regizor: Claude Lelouch Actori: Patricia Kaas, Jeremy Irons, Claudia Cardinale Premiera: 29 mai 2002 (Franța) And now... Ladies And Gentlemen la Internet Movie Database |

## Distincții și merite
Următoarea listă prezintă cele mai notabile distincții și merite ale Patriciei Kaas.
| Anul | Juriul                                            | Distincția                                              | Titlul discului premiat                      |
| ---- | ------------------------------------------------- | ------------------------------------------------------- | -------------------------------------------- |
| 1988 | Victoires de la musique                           | Debutul anului                                          | „D'Allemagne”                                |
| 1989 | Victoires de la musique                           | Cântăreața cu cele mai mari vânzări în străinătate      | —                                            |
| 1990 | Golden Europa                                     | Cântăreața anului                                       | „D'Allemagne”                                |
| 1991 | Victoires de la musique                           | Cântăreața anului                                       | —                                            |
| 1991 | Victoires de la musique                           | Cântăreața cu cele mai mari vânzări în străinătate      | —                                            |
| 1991 | Premiile Muzicale Mondiale                        | Cea mai bună cântăreață din Franța                      | —                                            |
| 1991 | Premiile Bambi                                    | Cântăreața anului                                       | —                                            |
| 1992 | Victoires de la musique                           | Cântăreața cu cele mai mari vânzări în străinătate      | —                                            |
| 1992 | Premiile ECHO                                     | Cea mai bună interpretă pe plan internațional (locul 3) | —                                            |
| 1995 | Victoires de la musique                           | Cântăreața cu cele mai mari vânzări în străinătate      | —                                            |
| 1995 | Premiile Muzicale Mondiale                        | Cea mai bună cântăreață din Franța                      | —                                            |
| 1996 | Premiile Platinum Europe                          | Discul de platină în Europa                             | Tour de charme                               |
| 1998 | Premiile Platinum Europe                          | Discul de platină în Europa                             | Dans ma chair                                |
| 2000 | Victoires de la musique                           | Cea mai bună cântăreață din Franța (nominalizare)       | —                                            |
| 2000 | —                                                 | Distincția Adenauer-de-Gaulle „Pentru Merit”            | —                                            |
| 2002 | Golden Europa                                     | Cântăreața anului                                       | —                                            |
| 2003 | —                                                 | Ordinul Național „Pentru Merit” în Germania             | —                                            |
| 2004 | Premiile Radio Regenbogen                         | Cântăreața anului                                       | —                                            |
| 2008 | Золотой граммофон (în română — Gramofonul de aur) | Cea mai bună piesă                                      | „Не позвонишь” (împreună cu grupul Uma2rman) |